# Harry Harvey Jr.
Harry Harvey Jr. (* 9. Oktober 1929 in Jacksonville, Florida; † 8. Dezember 1978 in Panorama City, Kalifornien) war ein US-amerikanischer Filmschauspieler, Regisseur und Drehbuchautor.

## Leben
Harry Harvey Jr. wurde 1929 in Jacksonville im US-Bundesstaat Florida geboren. Er war Sohn des Schauspielers Harry Harvey Sr.
1936 hatte Jr. bei dem Film Reefer Madness erstmals eine Rolle inne. 1951 bis 1954 erhielt er seine erste wiederkehrende Rolle in der Fernsehserie The Adventures of Kit Carson. 1953 bis 1957 erhielt er in der Fernsehserie The Roy Rogers Show eine wiederkehrende Rolle.

## Filmografie

### Schauspieler
- 1936: Reefer Madness
- 1937: Make a Wish
- 1938: King of the Sierras
- 1939: Two Gun Troubador (Two Gun Troubadour)
- 1939: Danger Flight
- 1940: Knute Rockne, All American
- 1941: Faustrecht in Texas (The Lone Rider Rides On)
- 1941: Meet the Chump
- 1941: Von Stadt zu Stadt (The Wagons Roll at Night)
- 1941: Three Sons o’ Guns
- 1941: Herzen in Flammen (Manpower)
- 1941: International Squadron
- 1941: Escort Girl
- 1941: Echo der Jugend (Remember the Day)
- 1941: Pacific Blackout
- 1942: Wings for the Eagle
- 1942: Smith of Minnesota
- 1943: Top Man
- 1943: Moonlight in Vermont
- 1944: Henry Aldrich, Boy Scout
- 1944: Chip Off the Old Block
- 1945: Eine Frau mit Unternehmungsgeist (Roughly Speaking)
- 1945: Ein Baum wächst in Brooklyn (A Tree Grows in Brooklyn)
- 1945: Incendiary Blonde
- 1947: Das Doppelleben des Herrn Mitty (The Secret Life of Walter Mitty)
- 1947: Dangerous Years
- 1948: The Dark Past
- 1950: Die Männerfeindin (A Woman of Distinction)
- 1950: Das skandalöse Mädchen (The Petty Girl)
- 1951–1954: The Adventures of Kit Carson (Fernsehserie, 4 Folgen)
- 1952: The Adventures of Wild Bill Hickok (Fernsehserie, Folge 3x20)
- 1953: Chevron Theatre (Fernsehserie, 2 Folgen)
- 1953–1957: The Roy Rogers Show (Fernsehserie, 5 Folgen)
- 1954: Annie Oakley (Fernsehserie, Folge 1x02)
- 1954: Prisoner of War
- 1954: The Pride of the Family (Fernsehserie, Folge 1x32)
- 1954: Return from the Sea
- 1954: The Lone Ranger (Fernsehserie, Folge 4x06 Stadt der Gesetzlosen)
- 1954: The Halls of Ivy (Fernsehserie, Folge 1x29)
- 1954: The Bamboo Prison
- 1954: City Detective (Fernsehserie, Folge 1x26)
- 1955: Willy (Fernsehserie, Folge 1x22)
- 1955: Public Defender (The Public Defender, Fernsehserie, eine Folge)
- 1955: Eisenbahndetektiv Matt Clark (Stories of the Century, Fernsehserie, Folge 2x12)
- 1955: Unternehmen Pelikan (The Eternal Sea)
- 1955: Ritt in die Hölle (Shotgun)
- 1955: Stage 7 (Fernsehserie, 2 Folgen)
- 1955: Die Verlorenen (The Cobweb)
- 1955: Wolkenstürmer (The McConnell Story)
- 1956: Cavalcade of America (Fernsehserie, Folge 4x12)
- 1956: Alarm im Weltall (Forbidden Planet)
- 1956: Miracle in the Rain
- 1956: Studio 57 (Fernsehserie, Folge 2x35)
- 1956: Der Held von Texas (The First Texan)
- 1956: Combat Sergeant (Fernsehserie, Folge 1x04)
- 1956: Anders als die anderen (Tea and Sympathy)
- 1956: Das schwache Geschlecht (The Opposite Sex)
- 1956: Das kleine Teehaus (The Teahouse of the August Moon)
- 1956–1957: Jane Wyman Show (Jane Wyman Presents The Fireside Theatre, Fernsehserie, 2 Folgen)
- 1956–1959: Wyatt Earp greift ein (The Life and Legend of Wyatt Earp, Fernsehserie, 3 Folgen)
- 1957: Wenn man Millionär wär’ (The Millionaire, Fernsehserie, Folge 3x26)
- 1957: The Silent Service (Fernsehserie, Folge 1x17)
- 1957: Dr. Christian (Doctor Christian, Fernsehserie, Folge 1x38)
- 1957: Code 3 (Fernsehserie, 2 Folgen)
- 1957: Boots and Saddles – The Story of the Fifth Cavalry (Boots and Saddles, Fernsehserie, Folge 1x10)
- 1957: Rin Tin Tin (The Adventures of Rin Tin Tin, Fernsehserie, Folge 4x11)
- 1957: Wagon Train (Fernsehserie, Folge 1x15)
- 1957: Casey Jones, der Lokomotivführer (Casey Jones, Fernsehserie, Folge 1x19)
- 1957–1958: Men of Annapolis (Fernsehserie, 3 Folgen)
- 1957–1961: Wells Fargo (Tales of Wells Fargo, Fernsehserie, 3 Folgen)
- 1958: Trackdown (Fernsehserie, Folge 1x15)
- 1958: Imitation General
- 1958: Dr. Bill Baxter, Arzt in Arizona (Frontier Doctor, Fernsehserie, Folge 1x01)
- 1958: Die Texas Rangers (Tales of the Texas Rangers, Fernsehserie, Folge 3x01)
- 1958: Colgate Theatre (Fernsehserie, 2 Folgen)
- 1958: Lawman (Fernsehserie, Folge 1x05)
- 1958: Lassie (Fernsehserie, Folge 5x12 Die Bogenschützen)
- 1958: Dragnet (Fernsehserie, Folge 8x11)
- 1958: 26 Men (Fernsehserie, Folge 2x09)
- 1958, 1962: Bronco (Fernsehserie, 2 Folgen)
- 1959: Steve Canyon (Fernsehserie, Folge 1x21)
- 1959: Wilder Westen Arizona (Tombstone Territory, Fernsehserie, Folge 2x05)
- 1959: Schlitz Playhouse of Stars (Fernsehserie, Folge 8x16)
- 1959: U.S. Marshal (Fernsehserie, Folge 2x04)
- 1959: Unternehmen Petticoat (Operation Petticoat)
- 1959–1960: Alcoa Presents: One Step Beyond (One Step Beyond, Fernsehserie, 2 Folgen)
- 1960: Wichita Town (Fernsehserie, Folge 1x17)
- 1960: Spartacus
- 1960: The Tall Man (Fernsehserie, Folge 1x10)
- 1960: Ein charmanter Hochstapler (The Great Impostor)
- 1961: Checkmate (Fernsehserie, Folge 1x34)
- 1961: Las Vegas Beat (Fernsehfilm)
- 1962: Maverick (Fernsehserie, Folge 5x08)
- 1963: Arrest and Trial (Fernsehserie, Folge 1x12)
- 1964: Walt Disneys bunte Welt (Walt Disney’s Wonderful World of Color, Fernsehserie, Folge 11x05)
- 1967: The Road West (Fernsehserie, Folge 1x26)

### Drehbuchautor
- 1966: Verrückter wilder Westen
- 1970: Voodoo Child
- 1967–1975: Mannix (138 Folgen)
- 1975: Starsky und Hutch
- 1978: Convoy

### Regisseur
- 1969–1970: The New People
- 1971: Ohne Furcht und Sattel
- 1968–1974: Mannix (11 Folgen)